# Volo Sabena 877
Il volo Sabena 877 era un volo passeggeri di linea dall'aeroporto di Bruxelles a Bruxelles, Belgio, all'Aeroporto Internazionale Jomo Kenyatta di Nairobi, in Kenya, passando per l'aeroporto internazionale di Bujumbura a Bujumbura, Burundi. Il 4 dicembre 2000, i ribelli hutu spararono con delle mitragliatrici contro l'Airbus A330-223 che operava il volo mentre atterrava a Bujumbura, danneggiando l'aereo e ferendo 2 delle 170 persone a bordo. Non ci sono state vittime.

## L'incidente
Il volo 877 ricevette l'autorizzazione ad atterrare a Bujumbura alle 17:23 ora locale. Dei 158 passeggeri a bordo, 76 avevano Bujumbura come destinazione finale, mentre i restanti 76 si sarebbero diretti a Nairobi.
L'aereo sorvolò Goma nella Repubblica Democratica del Congo durante l'avvicinamento alla pista 17 dell'aeroporto di Bujumbura, invece di atterrare sulla pista 35, che prevede il passaggio sul lago Tanganica. I piloti potrebbero aver compiuto il giro a causa di luci della pista difettose o del fatto che la pista 17 veniva preferita per l'atterraggio a Bujumbura a causa del terreno circostante e dell'installazione dell'ILS.
Alle 17:56, a soli 330 piedi (100 m) dalla pista, delle mitragliatrici spararono contro l'aereo per 20 secondi, dopodiché l'Airbus atterrò. Due persone rimasero ferite.
Il sistema idraulico della ruota anteriore dell'aereo era stato danneggiato dagli spari, con conseguenti difficoltà di rullaggio dopo l'atterraggio.

## L'indagine
Il procuratore generale del Burundi istituì una commissione per indagare sull'incidente. L'aeroporto e l'area circostante vennero indagati accuratamente e sono stati intervistati i dipendenti dell'aeroporto ed i soldati locali, nonché i passeggeri e l'equipaggio.
Le autorità burundesi attribuirono la sparatoria ai ribelli hutu, insoddisfatti dell'accordo di pace firmato il mese precedente, convinti che l'aereo trasportasse armi. Tre persone sono state perseguite per il loro ruolo nell'incidente e altre quattro arrestate.
Il 21 dicembre 2000, conformemente alla legge sull'aviazione, la polizia giudiziaria belga si recò a Bordeaux (dove l'aeromobile era in fase di riparazione) per valutare i danni subiti dall'aeromobile.

## Conseguenze
Sabena sospese immediatamente tutti i voli da e per il Burundi, successivamente interrotti con la fine della compagnia aerea. Brussels Airlines fece ripartire le rotte sette anni dopo. Chi era diretto a Nairobi arrivò a destinazione il giorno successivo con un volo della Kenya Airways.
Dopo alcune riparazioni temporanee, l'aereo fu trasportato, senza passeggeri, a Nairobi con a bordo dei tecnici della Sabena. L'A330 volò fino a Bordeaux per essere rimesso a nuovo, venendo riportato a Bruxelles il 13 gennaio 2001. OO-SFR riprese il servizio commerciale il 16 gennaio effettuando un volo per Boston negli Stati Uniti. Continuò ad operare con Sabena fino a quando la compagnia cessò le operazioni nel novembre 2001. Nell'aprile 2002 è stato trasferito a VG Airlines (successivamente ribattezzata Delsey Airlines) con la stessa registrazione, operando per loro fino all'ottobre dello stesso anno. Nell'aprile 2003, l'aereo è stato successivamente trasferito alla Malaysia Airlines e registrato come 9M-MKV fino a luglio 2013. Nello stesso mese l'aereo è stato successivamente trasferito a Windrose Airlines diventando UR-WRQ fino ad agosto 2017, quando fu restituito al locatore e traghettato a MOD St Athan in Galles per la demolizione. Nel gennaio 2018, l'aereo è stato registrato per l'ultima volta come LZ-AWP da DAE Capital e infine smantellato nell'agosto 2018.